# Леденика (бира)
Вижте пояснителната страница за други значения на Леденика.
„Леденика“ е търговска марка на българска бира, тип лагер, която се произвежда от „Леденика България 1964"ЕООД. Бирата е наименувана на пещерата Леденика, намираща се недалеч в планината Врачански Балкан.

## История на марката
Произвежда се от пивоварната в Мездра, започнала производството си през 1964 година след преустройство на спиртоварната в града. Имала е цех за бутилиране и във Видин. Годишното производство достига 45 милиона литра бира през 1980-те години. Приватизирана е от работническо-мениджърското дружество в пивоварната през 1997 г. След модернизация произвежда до 55 милиона литра годишно, като заема 3-то място в страната с пазарен дял от 6 % през 1999 г.
След продължителни финансови проблеми от 2009 г., прекъсвания и окончателно спиране на производството (2012 г.) пивоварната „Леденика“ е купена от дружеството „Леденика България 1964"ЕООД, собственост на „Литекс комерс“АД, Ловеч, през 2013 година. Обновеният завод е открит официално на 24 юни 2014 г. с капацитет 400 хил. хектолитра пиво годишно, който ще бъде удвоен след планирано разширение.

## Търговски асортимент
Търговският асортимент на марката включва:
- „Леденика светло“ – светла бира, алкохолно съдържание об. 4,5 %;
- „Леденика специално“ – светла бира, алкохолно съдържание об. 5,1 %;
- „Леденика тъмно“ – тъмна бира, алкохолно съдържание об. 5,5 %.